# Forensischer Psychiater
Forensischer Psychiater (Forensische Psychiaterin) ist die Bezeichnung für einen Facharzt für Psychiatrie und Psychotherapie, der sich auf die Begutachtung und ärztliche Behandlung von (vermutlich) psychisch kranken Straftätern und von Beschuldigten in einem Strafprozess spezialisiert hat. Ihr Arbeitsgebiet wird als Forensische Psychiatrie bezeichnet.
Um in Deutschland als Forensischer Psychiater (Forensische Psychiaterin) tätig werden zu können, muss nach dem Abschluss einer Weiterbildung zum Facharzt für Psychiatrie und Psychotherapie eine mindestens 24 Monate umfassende Schwerpunktweiterbildung im Fach Forensische Psychiatrie mit Erfolg absolviert worden sein. Sie ist Voraussetzung für das Führen der Berufsbezeichnung Forensische Psychiaterin/Forensischer Psychiater.

## Inhalte der Weiterbildung
Zur Weiterbildungsprüfung muss dargelegt werden können, dass man Kenntnisse, Erfahrungen und Fertigkeiten unter anderem in folgenden Bereichen erlangt hat:
- Gutachtenerstellung zur Schuldfähigkeit unter Anwendung der Terminologie juristischer Eingangsmerkmale
- Beurteilung von
  - Geschäftsunfähigkeit, Testierunfähigkeit, betreuungsrechtlicher Unterbringung
  - psychiatrischen Voraussetzungen einer Maßregel
  - Verhandlungs-, Haft- und Vernehmungsfähigkeit
  - Rückfall- und Gefährlichkeitsprognose bei Straftätern
- Behandlung psychisch kranker und gestörter Straftäter
- Durchführung gerichtlich angeordneter psychiatrisch-psychotherapeutischer Therapiemaßnahmen
- Beurteilung und Behandlung von Störungsbildern wie aggressives Verhalten, sexuell abweichendes Verhalten, Suizidalität, Intoxikationssyndrome.